# Capitel de los músicos
El Capitel de los músicos es una pieza única de mármol blanco ubicada en el Museo Arqueológico de Córdoba. Data de finales del siglo X, quizás en el reinado de Hisham II, en pleno Califato de Córdoba, y destaca por su decoración figurativa en sus cuatro caras. Formó parte de la Colección Carbonell, conjunto de obras artísticas que entraron a formar parte de la colección del museo como depósito en 1980.

## Descripción
Su figuración indica que estaría situado en un ámbito privado, como algunas de las almunias que rodeaban la ciudad, debido a que nunca se presentaban imágenes en lugares religiosos como mezquitas o madrazas.
La pieza muestra a cuatro músicos representados de pie, en cada una de las caras del típico capitel de avispero, reflejando el gusto por el lujo y la música que caracterizaba a la corte omeya cordobesa, muy influenciada desde la llegada del bagdadí Ziryab en el siglo IX. Los instrumentos representados, según el especialista Faustino Porras, son un rubab, precedente del violín, dos se corresponden con el laúd árabe, precedente del actual laúd y el cuarto, desaparecido, probablemente sea otro laúd árabe. La coincidencia que sus rostros hayan sido destrozados se debe, probablemente, al afán iconoclasta que surgió tras la invasión de almorávides y, sobre todo, los almohades en el siglo XII.
En el Museo se puede observar un precedente visigodo, el Capitel de los Evangelistas, que muestra a los cuatro evangelistas en cada una de las caras del capitel. Asimismo, se puede tomar conciencia de que el tema musical en el Califato es primordial con la Botella de los Músicos.